# Olenecamptus strigosus
Olenecamptus strigosus es una especie de escarabajo longicornio del género Olenecamptus, categorizada en la tribu Dorcaschematini, de la subfamilia Lamiinae. Fue descrita por Pascoe en 1866.

## Descripción
Mide 13-20,5 mm de longitud.

## Distribución
Se distribuye por Indonesia (Molucas).